# マシュー・ロートン
マシュー・ロートン（Matthew Lowton, 1989年6月9日 - ）は、イングランド出身のサッカー選手。ウィットン・アルビオンFCに所属する。ポジションは主に右サイドバック。

## 経歴
2012年6月にシェフィールド・ユナイテッドからアストン・ヴィラへ移籍した攻撃力が売りの右サイドバック。ユナイテッド時代は、センター、および右サイドのミッドフィールダーとしてもプレーした。
ポール・ランバートがヴィラの監督に就任してから、カリム・エル・アフマディに次いで2番目に獲得した選手である。ロートンはランバートのファーストチョイスとなり、ポジションを失ったアラン・ハットンはノッティンガム・フォレストへ放出されたが、その後復帰したハットンに再びポジションを奪われ、2015年6月22日にバーンリーへ3年契約で移籍した。バーンリーでは27試合に出場し、同シーズンのプレミアリーグ復帰に貢献した。翌2016-17シーズンは4月時点でリーグ4位のタックル93回を記録。バーンリーのプレミア残留を助けた。
2023年11月26日、ウィットン・アルビオンFCに移籍した。

## 個人成績
| クラブ                        | シーズン | リーグ                        | リーグ | リーグ | FAカップ | FAカップ | リーグカップ | リーグカップ | その他 | その他 | 合計 | 合計 |
| クラブ                        | シーズン | リーグ                        | 出場   | 得点   | 出場     | 得点     | 出場         | 得点         | 出場   | 得点   | 出場 | 得点 |
| ----------------------------- | -------- | ----------------------------- | ------ | ------ | -------- | -------- | ------------ | ------------ | ------ | ------ | ---- | ---- |
| シェフィールド・ユナイテッド  | 2009-10  | チャンピオンシップ            | 2      | 0      | 0        | 0        | 0            | 0            | -      | -      | 2    | 0    |
| シェフィールド・ユナイテッド  | 2010-11  | チャンピオンシップ            | 32     | 4      | 0        | 0        | 0            | 0            | -      | -      | 32   | 4    |
| シェフィールド・ユナイテッド  | 2011-12  | リーグ1                       | 44     | 6      | 3        | 0        | 2            | 0            | 6      | 0      | 55   | 6    |
| シェフィールド・ユナイテッド  | 合計     | 合計                          | 78     | 10     | 3        | 0        | 2            | 0            | 6      | 0      | 89   | 10   |
| フェレンツヴァーロシュ (loan) | 2009-10  | ネムゼティ・バイノクシャーグI | 5      | 0      | -        | -        | -            | -            | -      | -      | 5    | 0    |
| アストン・ヴィラ              | 2012-13  | プレミアリーグ                | 37     | 2      | 1        | 0        | 6            | 0            | -      | -      | 44   | 2    |
| アストン・ヴィラ              | 2013-14  | プレミアリーグ                | 23     | 0      | 1        | 0        | 1            | 0            | -      | -      | 25   | 0    |
| アストン・ヴィラ              | 2014-15  | プレミアリーグ                | 12     | 0      | 1        | 0        | 0            | 0            | -      | -      | 13   | 0    |
| アストン・ヴィラ              | 合計     | 合計                          | 72     | 2      | 3        | 0        | 7            | 0            | -      | -      | 82   | 2    |
| バーンリー                    | 2015-16  | チャンピオンシップ            | 27     | 1      | 0        | 0        | 0            | 0            | -      | -      | 27   | 1    |
| バーンリー                    | 合計     | 合計                          | 27     | 1      | 0        | 0        | 0            | 0            | -      | -      | 27   | 1    |
| 通算                          | 通算     | 通算                          | 182    | 13     | 6        | 0        | 9            | 0            | 6      | 0      | 203  | 13   |